# Pvrbv 551
Pansarvärnsrobotbandvagn 551 (сокр. Pvrbv 551) — шведский самоходный роботизированный гусеничный ракетный истребитель танков, носитель ПТУР. Разработан в конце 70-х годов компаниями AB Landsverk и Hägglund & Söner на шасси САУ Ikv 103. Состоял на вооружении шведской армии в Готландской бригаде противотанковой дивизии сухопутных войск. Вооружён противотанковой управляемой ракетой TOW (в Швеции RBS 55). Также дополнительно машина оснащалась дымовыми гранатомётами на 6 дымовых гранат.

## История[1][2][3][4][5]

### Идея
В период с 1975 по 1978 годы линейка тогда устаревших САУ Ikv 103 активно заменялись на более современные и технологичные Ikv 91. В результате, у Швеции остался парк Ikv 102 и Ikv 103, снятых с вооружения. Было принято решение о создании на их базе новых роботизированных ракетоносителей, предназначающихся для активного противодействия танкам врага. Идея заключалась в постройке нового корпуса на старом шасси, а также нового двигателя, коробки передач, которые ранее устанавливали на вездеход Bandvagn 206. Новая машина получила название Pansarvärnsrobotbandvagn 551.

### Испытания и производство
Первый опытный боевой образец Pvrbv 551 был готов в 1982 г. Испытания проводились в 1981—1982 гг. После проведения успешных испытаний машины, через 2 года на вооружение стали поступать первые партии. Максимальная достигнутая скорость по асфальтированной дороге составила 45 км/ч, удельная мощность двигателя 14 л.с/т. Давление на грунт составило 0,4 кг/см2, запас топлива 240 л, а максимальный запас хода около 300 км. В феврале 1983 г. между Управлением материально-технического снабжения Швеции и компанией Hägglund & Söner был подписан контракт. Работы по производству начались в 1984 г. компанией Hägglund & Söner Эрншёльдсвике, производство проходило вплоть до 1986 г. Всего за 2 года было произведено и поставлено на вооружение 57 единиц.

### Эксплуатация
На вооружение Pvrbv 551 поступал с 1984 по 1986 гг. Последние экземпляры состояли на вооружении вплоть до 2000 года. Машина не принимала участия в боевых действиях, состояла на вооружении Готландской бронетанковой бригады.

## Технические характеристики[1][2][3][4][5][6]
Экипаж Pvrbv 551 расположился в передней и центральной частях машины, в корме расположен боекомплект на 8 ракет и моторно-трансмиссионное отделение.

### Двигатель и трансмиссия
Машины оснащались 6-цилиндровым бензиновым двигателем Ford и 4-ступенчатой АКПП Mercedes W4A018. При эксплуатации новый двигатель не вызывал вопросов по обслуживанию и эксплуатации, за исключением того, что был не достаточно мощным для полноценной нормальной работы.

### Вооружение
Pvrbv 551 оснащались американскими ракетами TOW, в Швеции именованными как RBS-55 (Robotsystem 55). Стандартная нормальная скорость полёта ракеты составляла около 310 м/с. Вариант ЗРК Lvrbv оснащался зенитной ракетной установкой RBS 70.
Обе машины дополнительно оснащались дымовыми гранатомётами с запасом на 6 дымовых гранат.

### Дополнительные системы
В качестве главной и очень современной на тот момент дополнительной вспомогательной системой на Pvrbv 551 выступала роботизированная полуавтоматическая система 2 поколения. Она могла активно и быстро противодействовать целям противника (в основном танкам) на расстоянии от 65 метров до 3,75 километров. Дополнительно машины оснащались инфракрасным дальномером и оптикой для ночной ориентации.

### Ходовая часть
Ходовая часть состояла из 6 опорных катков, 2 ведущих и 2 поддерживающих катков. Схема ходовой части машины идентична Ikv 103.

### Экипаж
Экипаж Pvrbv 551 состоял из 4 человек. В состав входили водитель и командир, сидевшие в передней части машины, а наводчик и заряжающий располагались в центре.

## Варианты
- Pansarvärnsrobotbandvagn 551 — ракетоносец
- Luftvärnsrobotbandvagn 701 — зенитный ракетный комплекс

## В игровой индустрии
Pvrbv 551 представлен в компьютерной видеоигре War Thunder, как носитель ПТУР V ранга.

## В литературе
Представлен в нескольких книгах об эксплуатации и использованию на шведском языке.